# Gulf Basketball Clubs Championship
La Coppa dei Campioni del Golfo di Basket, anche conosciuto con il nome di Gulf Basketball Clubs Championship è stata una competizione regionale di basket organizzata dalla Confederazione del Golfo Arabico di pallacanestro, composto da squadre di club provenienti dalle nazioni del Golfo Arabico.
La competizione si svolge con cadenza annuale, generalmente verso il mese di ottobre, in una unica sede dove vengono giocate tutte le partite. Il torneo prevede tipicamente la partecipazione di 8 otto squadre.
La competizione in passato fungeva come torneo di qualificazione per la FIBA Asia Champions Cup. La prima edizione del torneo si è svolta nel 1980 e vide la vittoria della squadra saudita dell'Ohod Medina. 
L'ultima edizione del torneo si è svolta nel 2021 ed ha visto la vittoria dell' Al Kuwait che ha battuto in finale l'Al-Nassr.

## Albo d'Oro
| Anno | Campione                                           | Risultato                                          | Secondo posto                                      | Terzo posto                                        |                                                    |
| 1980 | Ohod Medina                                        | –                                                  | non conosciuta (bandiera)                          | non conosciuta (bandiera)                          |                                                    |
| 1981 | Kazma                                              | –                                                  | non conosciuta (bandiera)                          | non conosciuta (bandiera)                          |                                                    |
| 1982 | Al-Qadisiya                                        | –                                                  | non conosciuta (bandiera)                          | non conosciuta (bandiera)                          |                                                    |
| 1983 | Al-Qadisiya                                        | –                                                  | non conosciuta (bandiera)                          | non conosciuta (bandiera)                          |                                                    |
| 1984 | Ohod Medina                                        | –                                                  | non conosciuta (bandiera)                          | non conosciuta (bandiera)                          |                                                    |
| 1985 | Al-Ahli Manama                                     | –                                                  | non conosciuta (bandiera)                          | non conosciuta (bandiera)                          |                                                    |
| 1986 | Ohod Medina                                        | –                                                  | non conosciuta (bandiera)                          | non conosciuta (bandiera)                          |                                                    |
| 1987 | Ohod Medina                                        | –                                                  | non conosciuta (bandiera)                          | non conosciuta (bandiera)                          |                                                    |
| 1988 | Al-Ahli Manama                                     | –                                                  | non conosciuta (bandiera)                          | non conosciuta (bandiera)                          |                                                    |
| 1989 | Kazma                                              | –                                                  | non conosciuta (bandiera)                          | non conosciuta (bandiera)                          |                                                    |
| 1990 | Kazma                                              | –                                                  | non conosciuta (bandiera)                          | non conosciuta (bandiera)                          |                                                    |
| 1991 | Non disputato a causa della Prima Guerra del Golfo | Non disputato a causa della Prima Guerra del Golfo | Non disputato a causa della Prima Guerra del Golfo | Non disputato a causa della Prima Guerra del Golfo | Non disputato a causa della Prima Guerra del Golfo |
| 1992 | Al-Hilal Riyad                                     | –                                                  | non conosciuta (bandiera)                          | non conosciuta (bandiera)                          |                                                    |
| 1993 | Ohod Medina                                        | –                                                  | non conosciuta (bandiera)                          | non conosciuta (bandiera)                          |                                                    |
| 1994 | Al-Shaab                                           | –                                                  | non conosciuta (bandiera)                          | non conosciuta (bandiera)                          |                                                    |
| 1995 | Al Manama                                          | –                                                  | non conosciuta (bandiera)                          | non conosciuta (bandiera)                          |                                                    |
| 1996 | Al-Hilal Riyad                                     | –                                                  | non conosciuta (bandiera)                          | non conosciuta (bandiera)                          |                                                    |
| 1997 | Al-Ittihad Gedda                                   | –                                                  | non conosciuta (bandiera)                          | non conosciuta (bandiera)                          |                                                    |
| 1998 | Al-Ittihad Gedda                                   | –                                                  | non conosciuta (bandiera)                          | non conosciuta (bandiera)                          |                                                    |
| 1999 | Al-Ittihad Gedda                                   | –                                                  | non conosciuta (bandiera)                          | non conosciuta (bandiera)                          |                                                    |
| 2000 | Al-Ittihad Gedda                                   | –                                                  | non conosciuta (bandiera)                          | non conosciuta (bandiera)                          |                                                    |
| 2001 | Al Manama                                          | –                                                  | non conosciuta (bandiera)                          | non conosciuta (bandiera)                          |                                                    |
| 2002 | Al-Rayyan Doha                                     | –                                                  | non conosciuta (bandiera)                          | non conosciuta (bandiera)                          |                                                    |
| 2003 | Al Kuwait                                          | 71 – 61                                            | Al-Rayyan Doha                                     | Al Wasl Al-Qadisiya                                |                                                    |
| 2004 | Al-Rayyan Doha                                     | –                                                  | non conosciuta (bandiera)                          | non conosciuta (bandiera)                          |                                                    |
| 2005 | Al-Ittihad Gedda                                   | –                                                  | non conosciuta (bandiera)                          | non conosciuta (bandiera)                          |                                                    |
| 2006 | Al-Qadisiya                                        | 66 – 62                                            | Al-Rayyan Doha                                     | Al-Shabab                                          |                                                    |
| 2007 | Al-Rayyan Doha                                     | 92 – 82                                            | Al Wasl                                            | Al-Qadisiya                                        |                                                    |
| 2008 | Al-Arabi Doha                                      | 80 – 76                                            | Al-Qadisiya                                        | Al-Rayyan Doha                                     |                                                    |
| 2009 | Al-Qadisiya                                        | 69 – 67                                            | Al-Rayyan Doha                                     | Al Jahra S.C.                                      |                                                    |
| 2010 | Al-Rayyan Doha                                     | No playoff                                         | Al-Shabab                                          | Shabab Al-Ahli                                     |                                                    |
| 2011 | Al-Shabab                                          | 79 – 78                                            | Al-Rayyan Doha                                     | Ohod Medina                                        |                                                    |
| 2012 | Al-Rayyan Doha                                     | 89 – 61                                            | Al Jahra S.C.                                      | Al-Muharraq                                        |                                                    |
| 2013 | Al-Sadd Doha                                       | 85 – 72                                            | Shabab Al-Ahli                                     | Al-Rayyan Doha                                     |                                                    |
| 2014 | Al-Sadd Doha                                       | 79 – 70                                            | Al Wasl                                            | Al Kuwait                                          |                                                    |
| 2015 | Shabab Al-Ahli                                     | 80 – 67                                            | Al Kuwait                                          | Al Manama                                          |                                                    |
| 2016 | Shabab Al-Ahli                                     | 81 – 77                                            | Al-Rayyan Doha                                     | Al Manama                                          |                                                    |
| 2017 | Shabab Al-Ahli                                     | 88 – 81                                            | Al-Shabab                                          | Al Manama                                          |                                                    |
| 2018 | Al-Sharjah                                         | 99 – 94                                            | Al Manama                                          | Al-Arabi Doha                                      |                                                    |
| 2019 | Al-Sharjah                                         | 82 – 74                                            | Al Manama                                          | Shabab Al-Ahli                                     |                                                    |
| 2020 | Non disputata a causa della Pandemia da COVID-19   | Non disputata a causa della Pandemia da COVID-19   | Non disputata a causa della Pandemia da COVID-19   | Non disputata a causa della Pandemia da COVID-19   | Non disputata a causa della Pandemia da COVID-19   |
| 2021 | Al Kuwait                                          | 96 – 85                                            | Al-Nassr                                           | Al-Ahli Manama                                     |                                                    |

## Statistiche

### Titoli per squadra
Aggiornato all'edizione 2021
| Team             | Vittoria                         | Secondo posto                    | Terzo posto          |
| ---------------- | -------------------------------- | -------------------------------- | -------------------- |
| Al-Rayyan Doha   | 5 (2002, 2004, 2007, 2010, 2012) | 5 (2003, 2006, 2009, 2011, 2016) | 2 (2008, 2013)       |
| Ohod Medina      | 5 (1980, 1984, 1986, 1987, 1993) |                                  | 1 (2011)             |
| Al-Ittihad Gedda | 5 (1997, 1998, 1999, 2000, 2005) |                                  |                      |
| Al-Qadisiya      | 4 (1982, 1983, 2006, 2009)       | 1 (2008)                         | 2 (2003, 2007)       |
| Shabab Al-Ahli   | 2 (2015, 2016, 2017)             | 1 (2013)                         | 2 (2010, 2019)       |
| Kazma            | 3 (1981, 1989, 1990)             |                                  |                      |
| Al Kuwait        | 2 (2003, 2021)                   | 1 (2015)                         | 1 (2014)             |
| Al-Sharjah       | 2 (2018, 2019)                   |                                  |                      |
| Al-Sadd Doha     | 2 (2013, 2014)                   |                                  |                      |
| Al Manama        | 2 (1995, 2001)                   | 2 (2018, 2019)                   | 3 (2015, 2016, 2017) |
| Al-Hilal Riyad   | 2 (1992, 1996)                   |                                  |                      |
| Al-Ahli Manama   | 2 (1985, 1988)                   |                                  | 1 (2021)             |
| Al-Shabab        | 1 (2011)                         | 2 (2010, 2017)                   | 1 (2006)             |
| Al-Arabi Doha    | 1 (2008)                         |                                  | 1 (2018)             |
| Al-Shaab         | 1 (1994)                         |                                  |                      |

### Titoli per nazione
| Posizione | Nazione             | Vittorie | Secondi posti | Terzi posti | Totale |
| --------- | ------------------- | -------- | ------------- | ----------- | ------ |
| 1         | Kuwait              | 9        | 3             | 4           | 16     |
| 2         | Qatar               | 8        | 5             | 5           | 16     |
| 3         | Emirati Arabi Uniti | 7        | 5             | 4           | 16     |
| 4         | Arabia Saudita      | 12       | 1             | 1           | 14     |
| 5         | Bahrein             | 4        | 2             | 5           | 11     |